# Bocal

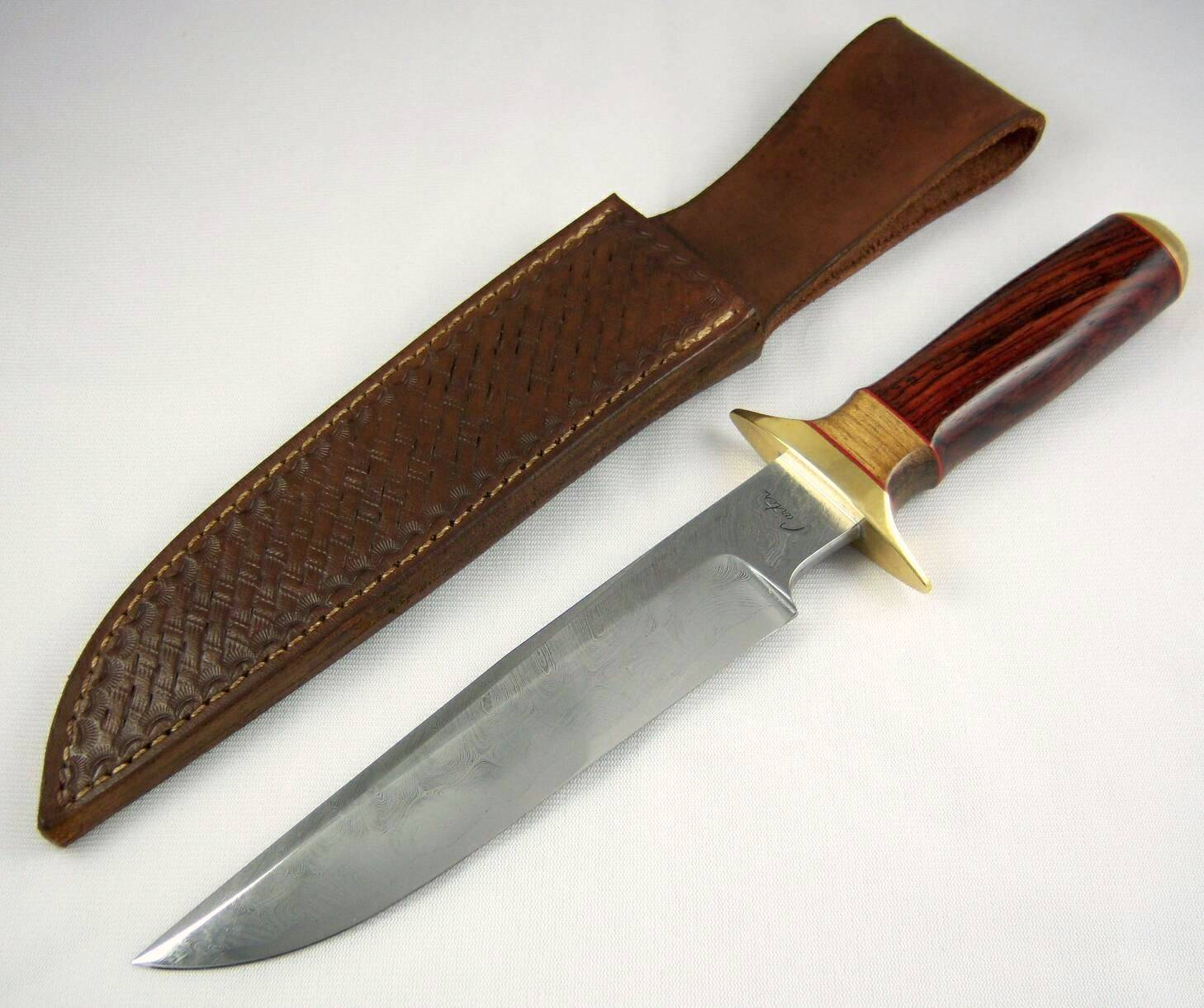
Un ganivet tipus Bowie amb bocal ben definit.

El bocal és una part de la fulla o ferrussa en les espases i ganivets.
També és una part o peça que forma la beina d'aquestes armes. El bocal d'una espasa embeinada coincideix en posició amb el bocal de la beina.

## Descripció
El bocal és la part de l'espasa on s'uneix amb el mantí, just abans de la creuera. Es tracta d'una zona que no té tall i que sovint és plana, sense seguir els xamfrans de la fulla.

## Història
Algunes espases de l'Edat del bronze tenien bocal. Aquesta regió sense tall (en certs casos) permetia que l'usuari desplacés la posició per on agafava l'espasa, adaptant-la a les seves preferències i millorant l'equilibri en les brandades.
Moltes espases posteriors també mostraven bocal.
El terme "recazo" en castellà es documenta ja en 1360.

## El bocal en els ganivets
Els ganivets sense bocal, amb tall que arriba fins al puny són difícils d'esmolar. El bocal permet separar del puny el final del tall i facilita l'esmolat.

## Beines
En les beines de cuir flexible un bocal rígid de metall facilitava les operacions d'embeinar i desembeinar.